# スパイシー八木
スパイシー八木（すぱいしーやぎ、昭和45年（1970年）10月21日 - ）は日本のローカルタレント。兵庫県加古川市出身。奈良大学文学部国文学科卒業。本名は、八木 幸司（やぎ こうじ）。オフィスキイワード所属。

## 経歴

### 学生時代
兵庫県加古川市出身。血液型はO型。奈良大学文学部国文学科卒業であり、大学時代は落語研究会に所属していた。

### 社会人時代
卒業後は大阪で生活していたが、家業の都合で地元に戻った。地元に帰ってきて、BAN-BANテレビの市民リポーター公募に応募して採用された。現在は兵庫県や関西のCATV、コミュニティFM局を中心に活動。主な出演番組は『関西てんこもり』（CATV）。また、出身地にあるCATV局のBAN-BANテレビでは多数出演番組あり。地域密着タレントとして、腹腹商事というコンビを組んで人気がある。相方は一般人。「ごっくごっくごくらくや〜〜(☝︎ ՞ਊ ՞)☝︎」のフレーズで地元加古川では知られている。

## これまでの主な出演番組（現在放送中含む）
- 毎日放送「知っとこ!」ナレーション(毎週土8:00 - 9:25)
- BAN-BANラジオ「あさスパ!」（月 - 木(祝日は休止)7:00 - 9:55）バンソナリティ
- BAN-BANラジオ「生ラテ☆ぶらんちょ！」（金 12:00 - 13:00）バンソナリティ
- BAN-BANラジオ「月刊!BANBANキャッチアップ」
- BAN-BANテレビ「ぐるぐるコロンブス」「月刊!BANBANキャッチアップ」
- BAN-BANラジオ「ごくらくや仏壇店」CM
- BAN-BANラジオ「但陽信用金庫」CM
- BAN-BANラジオ「兵庫ご当地グルメフェスティバルin加古川2014」CM
- BAN-BANラジオ「補聴器センターめいりょう」CM
- BAN-BANラジオ「昭和住宅」CM
- BAN-BANラジオ「かき小屋フィーバー@BLUE JAWS 加古川北在家店」CM
- BAN-BANラジオ「軽mart」（軽自動車販売店）CM
- BAN-BANラジオ「ジモエンタ」
- BAN-BANラジオ「PM2.5情報」
- BAN-BANラジオ・FMみっきぃ同時ネット「大人の子どもの日スペシャル」
- FMみっきぃ「三木おもしろ漫遊記」
- FMみっきぃ「松竹スパ子のしゅふふふ」
- J:COM高槻「しまもとプラザ」
- J:COMりんくう「ココらぼ」→「ココらぼR」 （2009年7月 - 2017年3月）
  - 番組内のキャラクター「カワズ所長」の声の出演及び黒子姿でのパペット操者として出演。放送期間中は「スパイシー八木」としてクレジットされて無かったが、「ココらぼR」にタイトル変更になって暫くしてから声の出演としてエンドロールにクレジットされた。黒子姿ゆえに顔を覆って出演いたため八木本人としての顔出しはないが、たまに出すことがあった。しかし「ココらぼ」マークのCGで隠されていたので顔出しが一切無かった。
  - 2022年5月号にて実に5年振りにVTRコメントにて出演、当初から同番組に出演していたspan!を含めた他のレギュラー出演者達に番組終了する事を発表した。
- ベイ・コミュニケーションズ「ベイコム学園」(声の出演)
- ベイ・コミュニケーションズ「リサイクルショップドリーム」
- KCN京都「MY けいはんな」
- NHK-BS2「街道てくてく旅 山陽道〜大宰府から平城京へ〜 秋編」 第19日目 加古川宿 リポーター
- 朝日放送テレビ「パネルクイズ アタック25」回答者（2020年9月27日）[3]

## 出演作品
- ザ・キング・オブ・ファイターズXI - 禍忌（マガキ）
- THE KING OF FIGHTERS ALLSTAR - 禍忌（マガキ）